# Port lotniczy Tajpej-Taiwan Taoyuan
Port lotniczy Tajpej-Taiwan Taoyuan (kod IATA: TPE, kod ICAO: RCTP) – międzynarodowe lotnisko położone w powiecie Taoyuan, w prowincji Tajwan, 25 km na zachód od Tajpej w Republice Chińskiej (na północnym Tajwanie).

## Nazwa
Ang.: Taiwan Taoyuan International Airport, chin. trad.: 台灣桃園國際機場 lub 臺灣桃園國際機場, chin. upr.: 台湾桃园国际机场, hanyu pinyin: Táiwān Táoyuán Gúojì Jīchǎng.
Dawniej, port lotniczy w powiecie Taoyuan nosił patronat im. Czang Kaj-szeka, ang.: Chiang Kai-shek International Airport, chin. trad.: 中正國際機場, chin. upr.: 中正国际机场, hanyu pinyin: Zhōngzhèng Gúojì Jīchǎng, lub nazywano go po prostu Portem lotniczym w Taoyuanie, ang.: Taoyuan Airport lub C.K.S. Airport (od angielskich inicjałów patrona).
6 września 2006 rząd Republiki Chińskiej (Tajwanu) zarządził wycofanie patronatu i zmianę nazwy na aktualną. Decyzja spotkała się z ostrym sprzeciwem partii w opozycji, która zabiegała o zachowanie patronatu.
Niemniej, port znajduje się w obszarze metropolitalnym stolicy Tajpej, który się tylko rozrasta.

## Znaczenie
Jest jednym z trzech międzynarodowych portów lotniczych w Republice Chińskiej (Tajwanie), pełniąc rolę najruchliwszego międzynarodowego punktu wstępu do kraju. Stanowi główną bazę i zasadniczy węzeł lotniczy dla linii lotniczych China Airlines i EVA Air. W 2006 obsłużył blisko 23 mln pasażerów.
Port lotniczy Taiwan Taoyuan jest jednym z dwóch portów lotniczych obsługujących Tajwan północny, w tym miasto Tajpej. Drugim jest port lotniczy Tajpej-Songshan, położony w granicach miasta Tajpej, obsługujący prawie wyłącznie ruch krajowy, rzadziej jakiś międzynarodowy lot czarterowy. Port lotniczy Tajpej-Songshan dawniej służył Tajpej jako lotnisko międzynarodowe, przed uruchomieniem portu Taiwan Taoyuan w 1979, wtedy pod patronatem Czang Kaj-szeka.
Pozostałe międzynarodowe lotniska Tajwanu to port lotniczy Kaohsiung (lotnisko Xiaogang) w Kaohsiungu na południu wyspy i port lotniczy Taizhong w Taizhong na zachodzie.

## Historia
W 1970, oryginalne lotnisko w Tajpej - Port lotniczy Tajpej-Songshan - stał się przepełniony i nie mógł być rozbudowany ze względu na ograniczenia przestrzeni. Tak więc nowe lotnisko było planowane w celu zmniejszenia zatłoczenia. Nowe lotnisko otwarto (z Terminalem 1) w dniu 26 lutego 1979 r. [5] jako część Dziesięciu dużych projektów budowlanych prowadzonych przez rząd w latach 70. Lotnisko było pierwotnie planowane pod nazwą Taoyuan International Airport, ale później przemianowano go na Chiang Kai-shek International Airport dla uczczenia pamięci byłego prezydenta Czang Kaj-szeka.
Lotnisko jest głównym ośrodkiem China Airlines, sztandarowego przewoźnika Tajwanu, jak również EVA Air, prywatnej linii lotniczej z założonej na początku lat 90. Przepełnienie portu lotniczego w ostatnich latach spowodowało budowę Terminalu 2, który został otwarty w dniu 29 lipca 2000 r. z połową jego bram operacyjnych; EVA Air był pierwszą linią lotniczą, która przeszła do Terminalu 2. Pozostałe bramy otwarto w dniu 21 stycznia 2005 dla China Airlines. Istnieją plany budowy trzeciego terminalu, który zostanie wybudowany dla zmniejszenia zatorów w Terminalach 1 i 2.
W styczniu 2006 roku zostało utworzone Centrum Serwisowe Zagranicznych Robotników, aby zapewnić odbiór z lotniska, usługi i zaspokojenie potrzeb pracowników migrujących. Znajdują się tam stanowiska w holu przylotów terminalu 1 i 2, oraz w holu odlotów Terminalu 1.

## Terminale

### Terminal 1

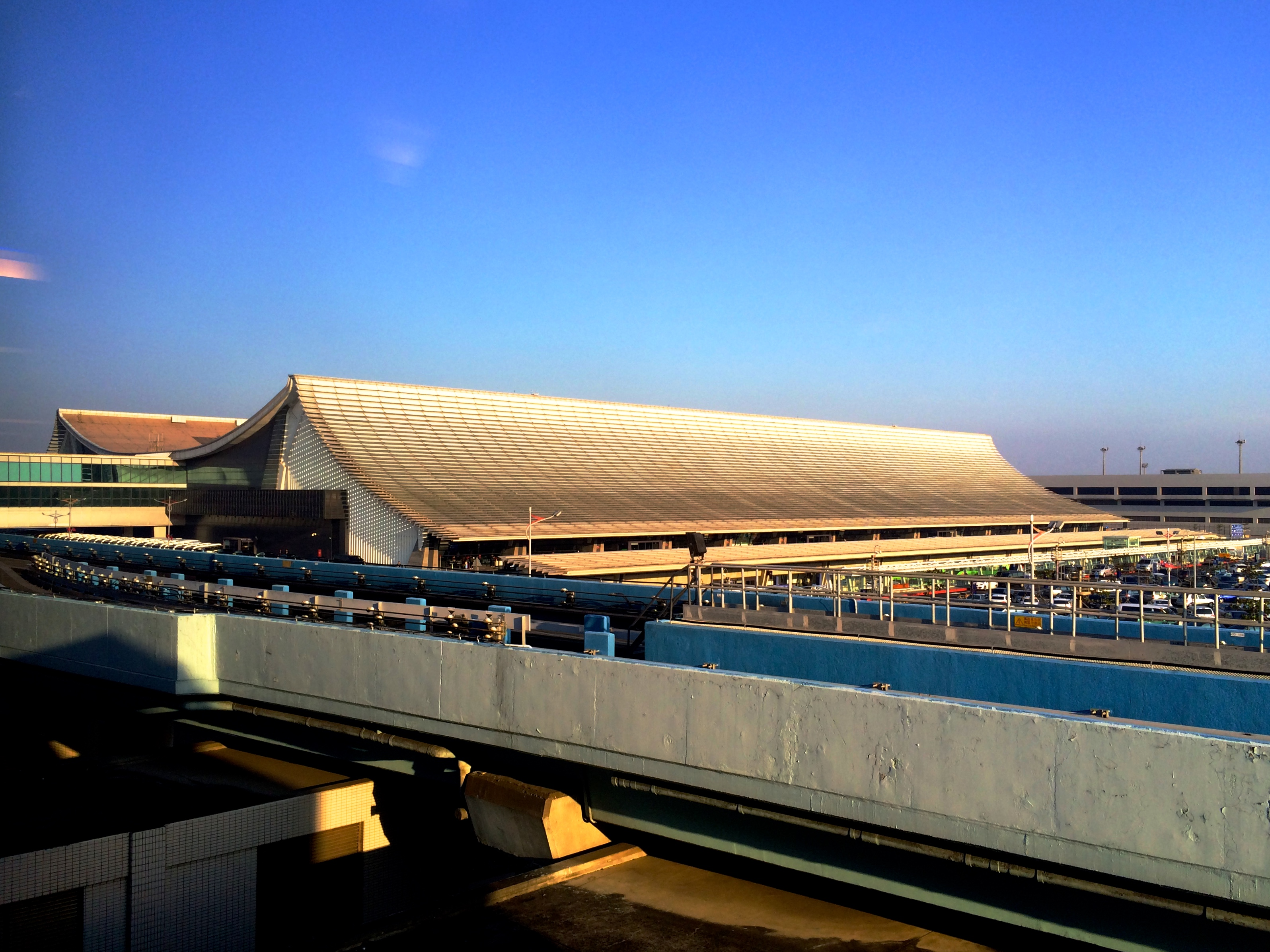
Terminal 1, najstarszy obiekt portu. Użytkowany przeważnie przez linię China Airlines i jej spółki-córki.

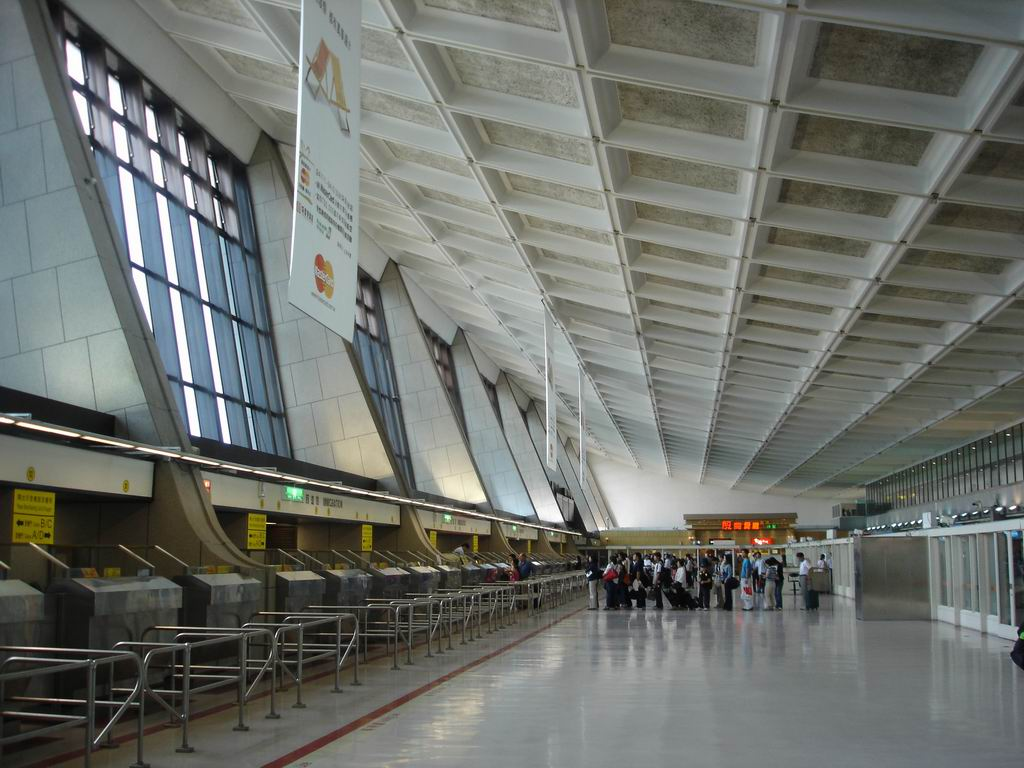
Stanowisko odprawy paszportowej w hali odlotów Terminalu 1 portu Taiwan Taoyuan. Porównaj z halą portu lotniczego Waszyngton-Dulles

Terminal 1 stanowi pierwszy terminal lotniczy portu Taiwan Taoyuan.
Otwarty na inaugurację lotniska w 1979, odciążył oblegany port lotniczy Tajpej-Songshan. Natychmiast przeniesiono tu wszystkie loty międzynarodowe. Terminal 1 miał pierwotnie 22 bramek. Ciąg 12 bramek znajduje się w Pirsie Północnym, naprzeciw północnej drogi startowej. Drugi ciąg 12 bramek znajduje się w Pirsie Południowym, naprzeciw południowej drogi startowej. Oba pirsy są połączone wspólną halą główną, zawierającą stanowiska odprawy, odbieralnię bagażu, kontrolę paszportową, i stanowiska inspekcji ochroniarskiej. Razem, te sale wyznaczają kształt wielkiej litery "H". Wszystkie bramki posiadają rękawy, zazwyczaj po dwa na bramkę, z wyjątkiem bramek ulokowanych na samych końcach pirsu, które mają tylko po jednym.
Terminal 1 aktualnie przechodzi renowację wartą 42 mln USD, która jeszcze potrwa do 2008. Renowacja, zaprojektowana przez japońskiego architekta Norihiko Dan zapewni terminalowi nowoczesny, elegancki wystrój, wygodę i funkcjonalność. Renowacja jest prowadzona tylko "po godzinach", aby nie spowodować spiętrzeń i zatłoczenia w godzinach szczytu. W sumie, jej tok zabierze 3 lata.
Projekt Terminala 1 był pierwotnie oparty na charakterystycznym kształcie terminala głównego portu lotniczego Waszyngton-Dulles.
Po oddaniu Terminala 2 do użytku, niektóre bramki Terminala 1 zostały zlikwidowane, aby zapewnić adekwatną przestrzeń wokół nowego Terminala 2. Obecnie Terminal 1 zawiera 18 bramek.
Oznakowania pirsów portu literami alfabetu zostało wprowadzone już po wybudowaniu Terminala 1. Pirs północny przeistoczył się w Pirs A, a pirs południowy – w Pirs B. Przed wybudowaniem Terminala 2, bramki były ponumerowane jednym ciągiem, od 1 do 22.
Loty obsługiwane w Terminalu 1 to ruch lotniczy linii China Airlines z/do Europy i Azji Południowo-Wschodniej.

### Terminal 2

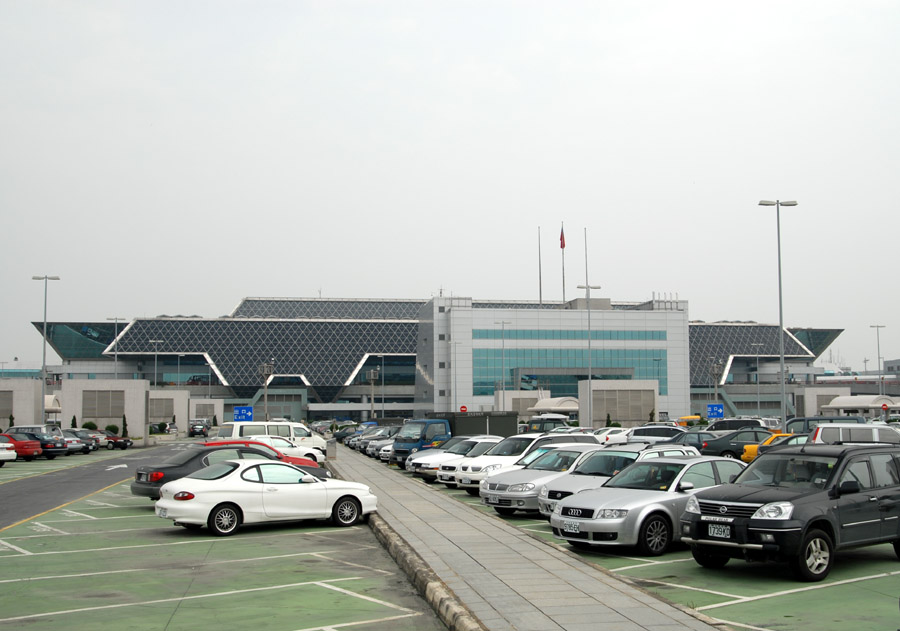
Port lotniczy Tajpej-Taiwan Taoyuan, Terminal 2

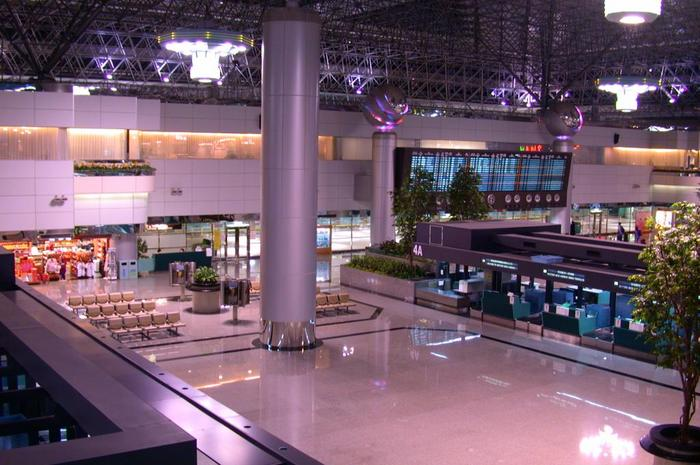
Widok na Terminal 2 portu Taiwan Taoyuan

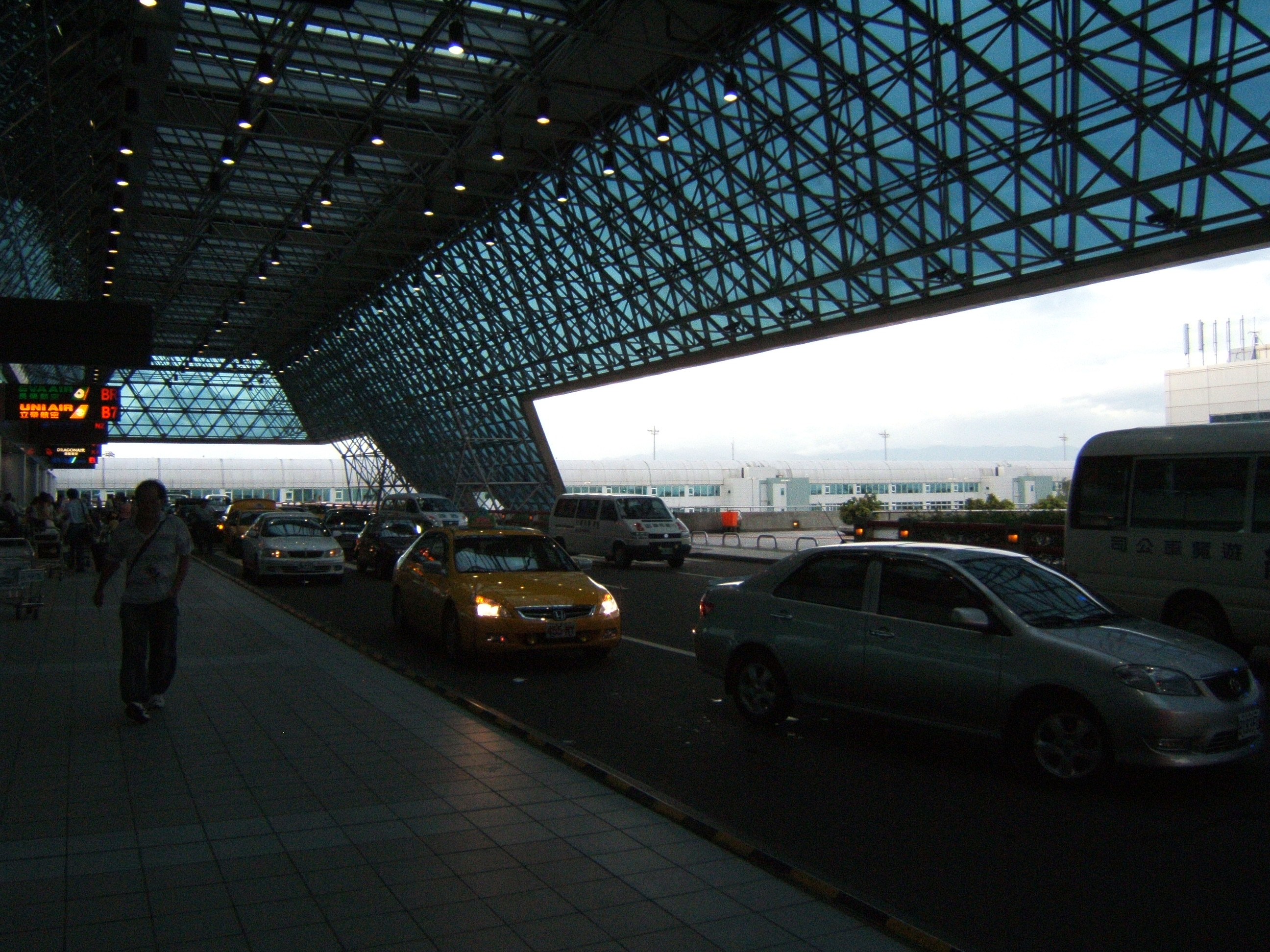
Port w Taoyuanie, podjazd do hali odlotów Terminala 2

Terminal 2 zadebiutował w 2000, żeby odciążyć starzejący się Terminal 1. Tylko Pirs Południowy był gotowy na czas otwarcia. Pirs Południowy zawiera 10 bramek, każda z dwoma rękawami i własnym punktem inspekcji ochroniarskiej. Stanowiska odprawy biletowej, odbieralnie bagażu, kontrola celna i paszportowa są umieszczone w centralnej hali głównej. Pirs Północny (ciąg bramek) otwarto później, bo w 2005, co podniosło łączną liczbę bramek samego Terminala 2 do 20. Punkty inspekcji ochroniarskiej zostały przemieszczone i scalone w jeden, przed stanowiska kontroli paszportowej w hali, z dala od pierwotnych pozycji w pobliżu bramek.
Pirsy Południowy i Północny zostały oznaczone jako Pirs C i Pirs D, w tej kolejności. Ponieważ konstrukcja Terminala 1 poprzedziła zaistnienie Terminala 2 o całe dwie dekady, Terminal 2 oferuje nowocześniejsze i elegantsze wnętrza od swojego poprzednika. Natomiast, oba terminale są wzorowo skomunikowane dwoma zautomatyzowanymi wagonowymi systemami transportowymi typu people mover, gdzie jedna linia pociągów-automatów kursuje wahadłowo pomiędzy Pirsami A i C a druga – pomiędzy Pirsami B i D.
Loty China Airlines z/do USA, Kanady, Australii, Japonii i Guamu są obsługiwane w Terminalu 2.

## Linie lotnicze i kierunki lotów
Lotnisko w Tajpej obsługiwane jest przez 54 linie lotnicze, które oferują bezpośrednie połączenia do 92 portów lotniczych w 28 krajach regionu Azji Wschodniej i Południowo-Wschodniej, Europy Zachodniej, Ameryki Północnej i Oceanii:
| Linia lotnicza             | Kierunek |
| -------------------------- | --- |
| Aero K                     | Sezonowo: 1. Cheongju |
| AirAsia                    | 1. Kota Kinabalu |
| AirAsia X                  | 1. Kuala Lumpur 2. Osaka-Kansai |
| Air Busan                  | 1. Pusan |
| Air China                  | 1. Pekin-Capital 2. Chengdu-Tianfu 3. Chongqing 4. Hangzhou 5. Szanghaj-Pudong |
| Air Macau                  | 1. Makau |
| Air New Zealand            | 1. Auckland |
| Asiana Airlines            | 1. Seul-Inczon |
| Batik Air Malaysia         | 1. Kuala Lumpur 2. Nagoja 3. Naha 4. Osaka-Kansai |
| Cathay Pacific             | 1. Hongkong 2. Nagoja 3. Osaka-Kansai 4. Tokio-Narita |
| Cebu Pacific               | 1. Manila |
| China Airlines             | 1. Amsterdam 2. Bangkok-Suvarnabhumi 3. Pekin-Capital 4. Brisbane 5. Pusan 6. Cebu 7. Chengdu-Tianfu 8. Chiang Mai 9. Đà Nẵng 10. Denpasar 11. Frankfurt 12. Fukuoka 13. Kanton 14. Hanoi 15. Hiroszima 16. Ho Chi Minh 17. Hongkong 18. Dżakarta 19. Ishigaki 20. Kagoshima 21. Koror 22. Kuala Lumpur 23. Kumamoto 24. Londyn-Heathrow 25. Los Angeles 26. Manila 27. Melbourne 28. Nagoja 29. Naha 30. Nowy Jork-JFK 31. Ontario 32. Osaka-Kansai 33. Penang 34. Phnom Penh 35. Praga 36. Rzym-Fiumicino 37. San Francisco 38. Sapporo-Chitose 39. Seattle-Tacoma 40. Seul-Inczon 41. Szanghaj-Pudong 42. Shenzhen 43. Singapur 44. Sydney 45. Takamatsu 46. Tokio-Narita 47. Vancouver 48. Wiedeń 49. Rangun |
| China Eastern Airlines     | 1. Nankin 2. Ningbo 3. Qingdao 4. Szanghaj-Pudong 5. Wuhan |
| China Southern Airlines    | 1. Kanton 2. Szanghaj-Pudong 3. Shenzhen 4. Wuhan 5. Zhengzhou |
| Delta Air Lines            | 1. Seattle-Tacoma |
| Eastar Jet                 | 1. Cheongju 2. Czedżu 3. Seul-Inczon |
| Emirates                   | 1. Dubaj |
| EVA Air                    | 1. Amsterdam 2. Aomori 3. Bangkok-Suvarnabhumi 4. Pekin-Capital 5. Brisbane 6. Cebu 7. Chengdu-Tianfu 8. Chiang Mai 9. Chicago-O’Hare 10. Clark 11. Đà Nẵng 12. Denpasar 13. Fukuoka 14. Kanton 15. Hangzhou 16. Hanoi 17. Ho Chi Minh 18. Hongkong 19. Houston 20. Dżakarta 21. Komatsu 22. Kuala Lumpur 23. Los Angeles 24. Makau 25. Manila 26. Matsuyama 27. Mediolan-Malpensa 28. Monachium 29. Naha 30. Nowy Jork-JFK 31. Osaka-Kansai 32. Paryż-Charles de Gaulle 33. Phnom Penh 34. San Francisco 35. Sapporo-Chitose 36. Seattle-Tacoma 37. Sendai 38. Seul-Inczon 39. Szanghaj-Pudong 40. Singapur 41. Tokio-Narita 42. Toronto-Pearson 43. Vancouver 44. Wiedeń                                       |
| Greater Bay Airlines       | 1. Hongkong |
| Hainan Airlines            | 1. Pekin-Capital 2. Kanton |
| HK Express                 | 1. Hongkong |
| Hong Kong Airlines         | 1. Hongkong |
| Japan Airlines             | 1. Nagoja 2. Osaka-Kansai 3. Tokio-Narita |
| Jeju Air                   | 1. Pusan 2. Seul-Inczon |
| Jetstar Japan              | 1. Osaka-Kansai 2. Tokio-Narita |
| Jin Air                    | 1. Seul-Inczon Sezonowo: 1. Daegu |
| Juneyao Air                | 1. Szanghaj-Pudong |
| KLM                        | 1. Amsterdam 2. Manila |
| Korean Air                 | 1. Pusan 2. Seul-Inczon |
| Malaysia Airlines          | 1. Kuala Lumpur |
| Mandarin Airlines          | 1. Xiamen |
| Peach                      | 1. Nagoja 2. Naha 3. Osaka-Kansai 4. Tokio-Haneda 5. Tokio-Narita |
| Philippine Airlines        | 1. Manila |
| Philippines AirAsia        | 1. Manila |
| Royal Air Philippines      | Sezonowo: 1. Caticlan |
| Royal Brunei Airlines      | 1. Brunei |
| Scoot                      | 1. Sapporo-Chitose 2. Seul-Inczon 3. Singapur 4. Tokio-Narita |
| Shandong Airlines          | 1. Qingdao |
| Shenzhen Airlines          | 1. Shenzhen |
| Singapore Airlines         | 1. Singapur |
| Spring Airlines            | 1. Szanghaj-Pudong |
| Starlux Airlines           | 1. Bangkok-Suvarnabhumi 2. Cebu 3. Chiang Mai 4. Clark 5. Đà Nẵng 6. Fukuoka 7. Hakodate 8. Hanoi 9. Ho Chi Minh 10. Hongkong 11. Dżakarta 12. Kuala Lumpur 13. Kumamoto 14. Los Angeles 15. Makau 16. Nagoja 17. Naha 18. Osaka-Kansai 19. Penang 20. Phú Quốc 21. San Francisco 22. Sapporo-Chitose 23. Sendai 24. Singapur 25. Tokio-Narita Sezonowo: 1. Seattle-Tacoma |
| Thai AirAsia               | 1. Bangkok-Don Muang 2. Chiang Mai 3. Naha |
| Thai Airways International | 1. Bangkok-Suvarnabhumi |
| Thai Lion Air              | 1. Bangkok-Don Muang 2. Tokio-Narita |
| Thai VietJet Air           | 1. Bangkok-Suvarnabhumi 2. Osaka-Kansai |
| Tigerair                   | 1. Akita 2. Asahikawa 3. Pusan 4. Đà Nẵng 5. Fukuoka 6. Hakodate 7. Hanamaki 8. Ibaraki 9. Czedżu 10. Komatsu 11. Makau 12. Nagoja 13. Naha 14. Niigata 15. Okayama 16. Osaka-Kansai 17. Phuket 18. Phú Quốc 19. Saga 20. Sapporo-Chitose 21. Sendai 22. Seul-Inczon 23. Tokio-Haneda 24. Tokio-Narita Sezonowo: 1. Fukushima 2. Kōchi |
| Turkish Airlines           | 1. Stambuł |
| T'way Air                  | 1. Czedżu Sezonowo: 1. Daegu |
| Uni Air                    | 1. Shenzhen |
| United Airlines            | 1. San Francisco |
| VietJet Air                | 1. Hanoi 2. Ho Chi Minh 3. Phú Quốc |
| Vietnam Airlines           | 1. Ho Chi Minh |
| XiamenAir                  | 1. Fuzhou 2. Hangzhou 3. Xiamen |

### Towarowe linie lotnicze (Cargo)
- Air Hong Kong (Hongkong)
- Air Macau (Makau)
- ANA Cargo (Osaka-Kansai, Tokio-Narita)
- Cargolux (Bangkok-Suvarnabhumi, Baku, Bejrut, Budapeszt, Kuwejt, Luksemburg)
- Cathay Pacific Cargo (Hongkong)
- China Airlines Cargo (Abu Zabi, Amsterdam, Anchorage, Atlanta, Bangkok-Suvarnabhumi, Chicago-O’Hare, Dallas/Fort Worth, Delhi, Frankfurt, Fuzhou, Kanton, Hanoi, Hongkong, Ho Chi Minh, Houston-Intercontinental, Dżakarta-Soekarno-Hatta, Kalibo, Kaohsiung, Kuala Lumpur, Los Angeles, Luxembourg, Manchester, Manila, Miami, Mediolan-Malpensa, Nankin, Nowy Jork-JFK, Osaka-Kansai, Penang, Praga, San Francisco, Seattle/Tacoma, Szanghaj-Pudong, Singapur, Tokio-Narita, Xiamen)
- DHL Aviation
  - Air Hong Kong (Hongkong)
- Emirates SkyCargo (Dubaj)
- EVA Air Cargo (Anchorage, Atlanta, Bangkok-Suvarnabhumi, Bruksela, Chicago O’Hare, Dallas/Fort Worth, Delhi, Frankfurt, Kanton, Hanoi, Hongkong, Houston-Intercontinental, Dżakarta, Londyn-Heathrow, Los Angeles, Makau, Manila, Nowy Jork JFK, Osaka-Kansai, Penang, Seattle/Tacoma, Singapur, Wiedeń)
- FedEx Express (Anchorage, Osaka-Kansai, Tokio-Narita)
- MASkargo (Kuala Lumpur)
- Nippon Cargo Airlines (Tokio-Narita)
- Pacific East Asia Cargo Airlines (Clark)
- Singapore Airlines Cargo (Singapur, Tokio-Narita)
- Trãi Thiên Air Cargo (Hanoi)
- TransGlobal Airways (Clark)
- UPS Airlines (Anchorage, Clark, Kolonia/Bonn, Dubaj, Seul-Incheon)

## Operacje
Lotnisko jest obsługiwane przez Taoyuan International Airport Corporation, spółkę należącą w całości do rządu Tajwanu. Civil Aeronautics Administration (CAA) jest odpowiedzialny za świadczenie usług kontroli ruchu lotniczego, certyfikację tajwańskich statków powietrznych i regulację ogólnej działalności lotnictwa cywilnego.
Lotnisko posiada dwa równoległe pasy startowe, z jednym 3660 metrów długości, a drugi 3350 metrów długości i 60 metrów szerokości obydwa, umożliwiając zaspokojenie nowej generacji samolotów. Pas startowy na południu ma kategorię I precyzyjnego podchodzenia, a pas startowy północny posiada wyższą, II kategorię i pozwala pilotom lądować nawet z widocznością jedynie 350 metrów. Dwa pasy mają ostateczną pojemność ponad 60 samolotów na godzinę.
Jest 41 czołowych miejsc postojowych w głównym holu pasażerskim, 15 zdalnych i 25 cargo. Lotnisko był siódmym najbardziej ruchliwym lotniskiem dla ruchu pasażerskiego w Azji w 2010 roku i czternastym pod względem ruchu towarowego na świecie w 2008 roku.
Obsługę regularnych połączeń lotniczych do i z Taoyuan ułatwia umowa dotycząca usług lotniczych między Tajwanem i innymi krajami. Od czasu otwarcia RCTP, rząd Tajwanu wdrożył politykę stopniowej liberalizacji przewozów lotniczych z zamiarem promowania możliwości wyboru dla konsumentów i konkurencji. Wiele tanich linii lotniczych zaczęło na różnych trasach regionalnych konkurować z głównymi tradycyjnymi liniami lotniczymi.
Lotnisko w dłuższej perspektywie możliwości ekspansji podlegają ciągłym zmianom. NTD zaproponowało 300 mln na budowę trzeciego pasa startowego i trzeciego terminalu w studium wykonalności i konsultacji. Jednak budowa nowego pasa startowego będzie bardzo droga, jako że wymagałoby to ogromnych odszkodowań za nabycie gruntów.

## Udogodnienia

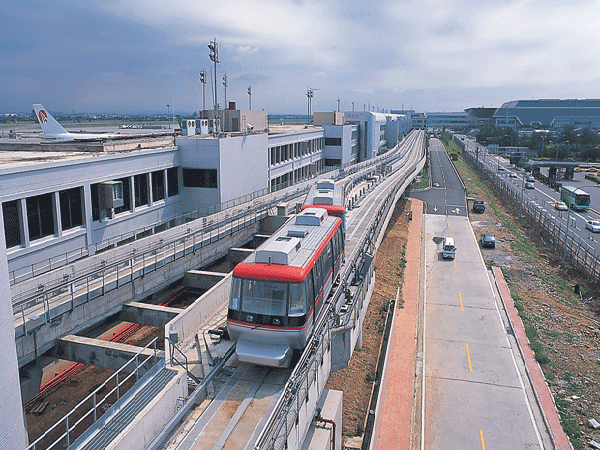
Skytrain

### Udogodnienia dla pasażerów
Transport między Terminalem 1 i 2 jest zapewniony przez TTIA Skytrain, małą kolej automatyczną. Pociąg transportuje zarówno pasażerów, którzy przeszli kontrolę bezpieczeństwa jak i tych, którzy nie przeszli kontroli.

### Huan Yu VIP Terminal
Huan Yu VIP Terminal, znany również jako Taoyuan Business Aviation Centre (TYBAC), rozpoczął serwis we wrześniu 2011 roku i oficjalnie został otwarty w połowie października 2011 roku. Trzypiętrowy obiekt będzie mieć własny terminal i urządzenia oddzielnie od publicznych terminalów. Będzie wyposażony w salę multimedialną, salę pasażerów, prywatne pokoje i prysznice, spa, saunę, siłownię i centrum biznesowe. Inne usługi, które zostaną dostarczone obejmują obsługę naziemną, obsługę bagażu, paliwa, bezpieczeństwo i planowanie lotów. Pasażerowie planujący wykorzystać TYBAC muszą się zapisać (do tajwańskich służb imigracyjnych) 3 dni przed użyciem.

### Udogodnienia cargo i bagażowe
Obsługa i transport poczty, bagażu pasażerów, ładunku i działania rękawów i klatki schodowe lotniska w Taoyuan jest prowadzona przez Taoyuan International Airport Services Limited (TIA), Evergreen Airline Services (EGAS).
TTIA obecnie obsługuje ponad 1,5 mln ton ładunków rocznie. Istnieją dwa terminale cargo na lotnisku: jeden obsługiwany przez Taiwan Air Cargo Terminals Limited i jest zarządzana przez Evergreen Air Cargo Services.

## Transport

### Autobus
Częste autobusy z lotniska do Tajpej, Taoyuan, Zhongli, Taizhong, Banqiao, Zhanghua, i Stacji Taoyuan. Terminale autobusowe są obecne na obydwu terminalach.

### Kolej
System dostępu MRT do Portu lotniczego Tajpej-Taiwan Taoyuan MRT ma się rozpocząć w 2013 roku i połączy oba terminale z Tajpej i Zhongli, Taoyuan. Podróż ekspresem do Stacji Tajpej ma trwać 35 minut. Stacja Taoyuan na linii kolei dużych prędkości jest położona około 8 km od lotniska i można do niej dojechać autobusem.